# Charles d'Espagnac
Charles d'Espagne de Cousserans de Cominges o d'Espagne, conegut a Catalunya com a Comte d'Espanya i a Espanya com a Carlos de España (Castell de Ramefòrt, Foix, Llenguadoc, 15 d'agost del 1775 - Organyà, Alt Urgell, 2 de novembre del 1839) fou un noble i militar francès al servei de la monarquia del Regne d'Espanya.
Fou marquès d'Espagnac i baró de Ramefòrt a França, Gran d'Espanya i comte d'Espanya a Espanya. Ultrarreaccionari, es va distingir en la Guerra del Francès i al servei del rei Ferran VII, durant la restauració absolutista, en la que fou Capità general de Catalunya (1827-1832). Durant la primera guerra carlina es posicionà a favor del pretendent carlí.

## Orígens
Nascut Roger-Bernard-Charles d'Espagne de Ramefòrt, era fill del marquès d'Espanha Henri d'Espagne, coronel i senescal de Couserans-Comminges-Nébouzan, descendent dels comtes de Foix a través d'una branca menor. El 1791, la família fugí del terror revolucionari, instal·lant-se a Palma el 1792, on el 1801 es casà amb Dionísia Rossinyol de Defla i Comelles.

## Carrera militar
El 1792 va entrar a l'Exèrcit espanyol, en el qual arribaria a general. Lluità al servei dels Borbó d'Espanya a la guerra Gran i a la del Francès. Va participar en les batalles de Bailén i dels Arapiles.
En el moment de l'entrada dels aliats a Madrid (agost del 1812) fou designat governador de la plaça. Més tard, participaria també en la batalla de Vitòria, en el bloqueig de Pamplona (en el qual fou ferit) i en la batalla de Sorauren, entre d'altres.

## Carrera política

### Al servei de Ferran VII
Quan va acabar la guerra, no volgué retornar a França i es posà incondicionalment al servei de la reacció absolutista de Ferran VII. Fou governador de Tarragona el 1815 i el 1817 va castellanitzar el seu nom (Carlos de España). Finalment, el 1819 el rei va espanyolitzar el seu títol, fent-lo comte d'Espanya.
S'exilià durant el Trienni Liberal i fou representant personal de Ferran VII davant la Santa Aliança. El 1823 durant la Guerra de la Regència d'Urgell penetrà amb els francesos a Navarra i en fou nomenat capità general, però tingué dificultats per fer reconèixer la seva autoritat davant els absolutistes exaltats que comandava Antonio Marañón, el Trapense. El juny del 1825 reprimí l'aixecament reialista de Georges Bessières, a qui feu afusellar. Aquest fet li valgué la grandesa d'Espanya el 1826.
El 1827 passà a Catalunya amb Ferran VII per reprimir la revolta dels Malcontents i hi restà després com a capità general de Catalunya, instaurant el seu quarter general a la Ciutadella de Barcelona. Per a la propaganda liberal, la seva crueltat amb la repressió, així com l'arbitrarietat i la severitat amb la que tenia sotmesa la població li valgueren sobrenoms com ara "el tigre de Catalunya" o "l'assassí de Catalunya".
Fou tant important la reacció popular contra la crueltat del comte d'Espanya que finalment, el 1832, fou rellevat del seu càrrec. Quan va ser destituït, hagué de ser protegit de la gent per evitar que fos linxat i marxà a l'estranger.

### La Primera Guerra Carlina
El 1833, un cop mort Ferran VII i en ple conflicte carlí, es posà al costat del pretendent Carles Maria Isidre de Borbó.
A instàncies de la Junta de Berga, comandà les forces carlines a Catalunya i es presentaren els seus actes com a cruels i arbitraris (incendis d'Olvan, de Gironella i dels afores de Berga en propi territori carlí). Nombrosos caps carlins moderats catalans s'exiliaren fugint, excusant-se per la violència del comte. Si bé, en realitat, la política del comte d'Espanya fou la d'aplicació de la llei sense excepcions. Com a cap militar i polític (governatiu) de Catalunya intentà fer valdre la seva autoritat i regular els abusos que cometien alguns membres de la Junta Superior Governativa i, fins i tot, alguns dels caps militars en actiu.

#### Caiguda en desgràcia i mort
Davant la seva política activa, juntament amb la repressió d'alguns caps i amonestacions a membres de la Junta Superior va ser destituït de manera il·legal, improcedent i arbitrària tot essent capturat, detingut i empresonat. Detingut per la Junta de Berga, que n'ordenà la conducció per un escamot armat fins a Andorra. Tanmateix, a traïció, els mateixos escortes el van abandonar a prop d'Organyà, sobre el Pont d'Espia, estrangulant-lo i llençant el seu cos, lligat amb una roca, al riu Segre, sembla que amb el coneixement dels dirigents carlins catalans, com el Ros d'Eroles i d'altres, així com de la mateixa Junta de Berga. El cos aparegué riu avall i fou enterrat finalment a Coll de Nargó.
Marià Cubí, metge impulsor, entre d'altres, de la frenologia profanà el taüt del comte més endavant i en manllevà el crani, el qual tombà durant molts anys per diferents mans. No es coneixen fonaments científics contrastats que verifiquin les conclusions que el frenòleg en va proferir. Diu la llegenda que en reclamar el cos la família, el capellà del poble els entregà un altre cadàver per por a les represàlies en descobrir la manca del crani.